# Мохамед Дауд Кан
Мохамед Дауд Кан (Кабул, 18. јул 1909 — Кабул, 28. април 1978) био је припадник авганистанске краљевске породице, премијер Авганистана од 1953. године до 1963. године, а затим и први председник државе од 1973. године до 1978. године. Био је организатор рушења монархије и оснивања републике. Погинуо је током социјалистичке Саур револуције.

## Биографија
Рођен је у Кабулу као најстарији син принца Мохамеда Азиза Кана, авганистанског дипломате. Отац му је убијен у Берлину 1933. године, док је вршио функцију авганистанског амбасадора у Немачкој. Дауд Кан је дошао под старатељство свог стрица принца Хашима Кана. Завршио је студиј политичких наука у Француској, након чега је био гувернер неколико авганистанских провинција од 1934. године до 1938. године.
Године 1939, промакнут је у чин генерал-мајора, од 1946. године је био министар одбране, а затим министар унутрашњих послова (1949—1951). Кратко време је био и авганистански амбасадор у Француској (1948). Године 1951, био је унапређен у чин генерала и био заповедник оружаних снага у Кабулу од 1951. године до 1953. године.

### Премијер
Дауду је 1953. године додељена функција премијера Авганистана. Његов десетогодишњи мандат обележило је окретање према Совјетском Савезу, завршетак регулисања тока реке Хелманд (који је знатно побољшао животне услове на северу земље) и покретање еманципације жена.
Дауд је посебно био заинтересован за уједињење паштунског народа унутар Авганистана због чега је имао заоштрене односе с Пакистаном. Ситуација је кулминисала 1962. године уласком авганских трупа преко пакистанске границе. Криза је решена након што је Дауд Кан био присиљен да поднесе оставку на место премијера државе у марту 1963. године.

### Председник
Дауд Кан је 17. јула 1973. године срушио с власти свог рођака, краља Мохамеда Захира у бескрвном пучу. Уместо да се прогласи краљем, укинуо је монархију и прогласио републику, поставши тиме први председник Авганистана.
Иако је првобитно одржавао добре односе с Народном демократском партијом Авганистана (која му је помогла да дође на власт 1973), Дауд Кан је почео да их уклања из врха власти до 1978. године. Ова политика је била критикована од стране Совјетског Савеза, јер су Совјети били забринути да ће Дауд Кан омогућити Американцима војну присутност у Авганистану и подстаћи раст национализма и верског радикализма који су претили да се прошире на иначе стабилну совјетску средњу Азију.

### Револуција и смрт
Дана 19. априла 1978. године убијен је Мир Акбар Хибер, истакнути идеолог фракције Парчам унутар НДПА, што је подстакло на масовне протесте у Кабулу. Дауд Кан се уплашио јединства комуниста и наредио хапшење комунистичких вођа. Међутим, већина њих је стигла да се склони на безбедно.
Устаничке јединице, потпомогнуте прокомунистичким војним трупама, започеле су борбу против Даудових снага 27. априла, а следећи дан успеле да заузму председничку резиденцију Арг (бивша краљевска палата). Дауд и већина краљевске породице убијени су у палати. Нова власт није обзнанила њихову смрт, него је објављено да је Дауд дао оставку из „здравствених разлога“.
Тело Дауда Кана и остатка његове породице откривени су 28. јуна 2008. године у две одвојене масовне гробнице у једном од предграђа Кабула. Дауду је приређен државни спровод 17. марта 2009. године.